# 罗然
奥尔加·洛莫娃（捷克語：Olga Lomová，1957年5月31日—），又译奥尔佳·罗莫娃，中文名罗然，是捷克汉学家，翻译家。曾任布拉格查理大学东方研究所所長，中文系系主任。
她长期致力于中国文学的翻译与研究。主要研究中国文学史、中国现代文学与文化观、史记研究等，著有《风景的信息：王维诗歌对自然的呈现》、《唐诗读本》和《中国文学史导论》等著作，并将《史记》以及《美食家》等现当代小说翻译为捷克文。